# Time (utwór muzyczny O.Torvald)
Time – utwór ukraińskiego zespołu muzycznego O.Torvald, wydany w formie singla w lutym 2017 nakładem wytwórni Best Music. Piosenkę napisali Jewhen Hałycz i Jewhen Kameńczuk.
W lutym 2017 utwór wygrał w finale programu Widbir 2017, dzięki czemu został wybrany na propozycję reprezentująca Ukrainę, gospodarza 62. Konkursu Piosenki Eurowizji organizowanego w Kijowie. 13 maja został zaprezentowany w finale konkursu i zajął 24. miejsce.

## Lista utworów
Digital download
1. „Time” – 3:06

## Notowania na listach przebojów
| Państwo | Lista (2017) | Najwyższe miejsce |
| ------- | ------------ | ----------------- |
| Rosja   | TopHit       | 188               |